# Ius cogens
Unter ius cogens (lateinisch für zwingendes Recht, auch jus cogens geschrieben) versteht man den Teil der Rechtsordnung, der nicht abbedungen (durch andere Vereinbarungen oder Erklärungen geändert) werden darf. Neben dem Privatrecht wird der Begriff vor allem im Völkerrecht verwendet. Gegenbegriff ist das ius dispositivum.

## Bedeutung im Völkerrecht
Als ius cogens bezeichnet man im Völkerrecht diejenigen Rechtssätze, die im Gegensatz zum ius dispositivum zwingendes Völkerrecht darstellen und in der Normenhierarchie über völkerrechtlichen Verträgen und über dem Völkergewohnheitsrecht stehen. Sie entfalten absolute Wirkung, inter omnes, und binden alle Staaten. Theoretische Grundlage dieser Normkategorie ist zum einen das Naturrecht, zum anderen die Überzeugung aller Staaten, dass diese Rechtssätze ein unabdingbares Fundament auch einer Koordinationsordnung darstellen.
Welche Normen zum ius cogens gehören, ist in einzelnen Punkten umstritten. Das rührt daher, dass der Begriff ius cogens nirgends autoritativ fixiert ist. Art. 53 VRK hält nur fest, dass ein Vertrag nichtig ist, „wenn er im Zeitpunkt seines Abschlusses im Widerspruch zu einer zwingenden Norm des allgemeinen Völkerrechts steht.“ Art. 64 VRK bestimmt ergänzend lediglich: „Entsteht eine neue zwingende Norm des allgemeinen Völkerrechts, so wird jeder zu dieser Norm im Widerspruch stehende Vertrag nichtig und erlischt.“ Umschrieben wird aber nicht näher, welche Normen als zwingendes Völkerrecht gelten. Unstreitig gehören dazu das Allgemeine Gewaltverbot, das Verbot des Völkermordes, des Sklavenhandels, der Rassendiskriminierung und Apartheid, der Folter und das Recht auf sowie das Verbot der systematischen und willkürlichen Verfolgung und Verletzung von Leib und Leben. Das Folterverbot schließt den Schutz vor Ausweisung in einen Staat, in dem Folter droht, ein. Ob das Non-refoulment-Gebot zum ius cogens gehört, ist umstritten.
Die Existenz des ius cogens wird von einer Minderheit der Autoren bestritten. Eine der wichtigsten Kodifikationen des Völkerrechts, das Wiener Übereinkommen über das Recht der Verträge, setzt jedoch in den Art. 53 und Art. 64 diese Existenz voraus und ordnet die Nichtigkeit von Vertragsbestimmungen an, die im Widerspruch zum ius cogens stehen. Es gibt abweichende Auffassungen, ob das ius cogens den Entscheidungen des Sicherheitsrates der Vereinten Nationen über- oder untergeordnet ist.
In seinem Aufsatz Das Recht auf ein faires Verfahren (Art. 6 EMRK) führt der Rechtswissenschaftler Rainer Hofmann aus, dass das Recht auf ein faires Verfahren zu den fundamentalen Rechten eines Menschen gehört, dem überwiegend sogar der Rang von ius cogens mit der Begründung zuerkannt wird, dass nur die strikte Beachtung dieses Rechts sichert, dass er nicht zum bloßen Objekt staatlicher Rechtsausübung degradiert wird.